# Bernhard von Eskeles
Bernhard, baron von Eskeles (12 janvier 1753, Vienne - 7 août 1839, Hietzing), est un banquier autrichien, juif de cour de l'empereur d'Autriche.

## Biographie
Il est le fils de Berend Gabriel Eskeles et le petit-fils de Samson Wertheimer. Dès son jeune âge, il se rendit à Amsterdam, où il est rentra dans une maison de commerce, dont il est devenu directeur à l'âge de dix sept ans. En 1774, il retourna à Vienne et épousa Caecilie (Zipperche) Itzig (1760 - 1836), fille de Daniel Itzig.
Il rejoint comme associé son beau-frère, Nathan von Arnstein, avec qui il fonda la maison de banque Arnstein & Eskeles, qui eut une grande importance lors du Congrès de Vienne. Ils avaient comme clients de Mozart et Ignaz Moscheles. À cette période, le salon d'Eskeles était le rendez-vous de personnalités telles que Talleyrand, Wellington, Castlereagh, Hardenberg et Theodor Körner. Le nom d'Eskeles est souvent mentionné dans les mémoires de cette époque. Son conseil en matière financière a été fréquemment sollicité par les empereurs Joseph II, et plus tard par François II et I, qui lui a confié de nombreuses missions importantes à l'étranger. Il fut envoyé à Paris et en Hollande en 1810. Eskeles fut le fondateur de la Banque nationale autrichienne en 1816, et son directeur pendant vingt trois ans. En 1819, il s'est également impliqué dans la fondation de la Caisse d'épargne autrichienne.
Il a été élevé à la noblesse autrichienne en 1797, et a été fait chevalier en 1811 et baron en 1822.

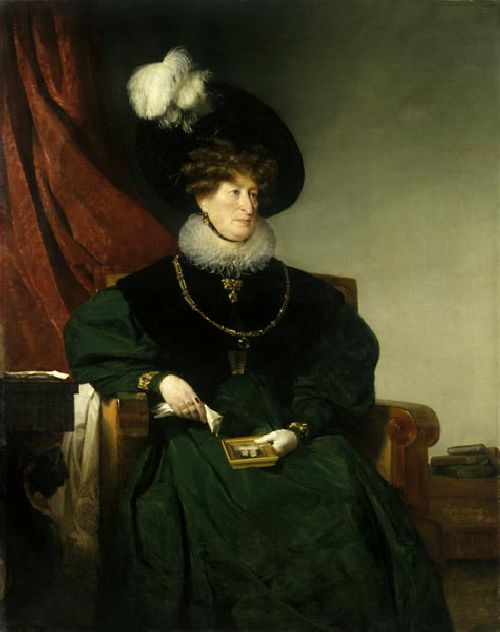
Portrait de la baronne Cecilia von Eskeles, née Itzig.

Il était représentant de la communauté juive et fondateur de plusieurs organismes de bienfaisance. Il a également mis en place, avec une contribution initiale de 50 000 florins, un fonds pour l'entretien des étudiants pauvres. Son fils, Denis, baron von Eskeles (1803 - 1876), et sa fille, Marianne, épouse du comte Franz von Wimpffen, ont abandonné le judaïsme. Denis, qui a succédé à son père comme chef de la maison de banque Arnstein-und-Eskeles, s'est marié à Wilhelmine, baronne de Brentano-Cimaroli (de).
Le Palais Eskeles (de) accueille aujourd'hui le Jüdisches Museum Wien (de).